# Masanori Kizawa
Masanori Kizawa (木澤 正徳 Kizawa Masanori?, nacido el 2 de junio de 1969 en Ibaraki) es un exfutbolista japonés. Jugaba de defensa y su último club fue el Mito HollyHock de Japón.

## Trayectoria

### Clubes
| Club                | País  | Año         |
| ------------------- | ----- | ----------- |
| JEF United Ichihara | Japón | 1988 - 1994 |
| Cerezo Osaka        | Japón | 1995 - 1998 |
| Albirex Niigata     | Japón | 1999 - 2000 |
| Mito HollyHock      | Japón | 2001 - 2004 |